# Time (osebno ime)
Time je žensko osebno ime.

## Izvor imen
Ime Time je izpeljanka iz imena Timotej.

## Pogostost imena
- Leta 1994 v Sloveniji po podatkih iz knjige Leksikon imen Janeza Kebra ni bilo nosilcev tega imena.
- Po podatkih Statističnega urada Republike Slovenije je bilo na dan 31. decembra 2007 v Sloveniji število moških oseb z imenom Time manjše kot 5.[2]